# Rémizov
Rémizov (en rus: Ремизов) és un poble (un khútor) de l'óblast de Rostov, a Rússia, segons el cens rus del 2010 tenia 367 habitants. Pertany al districte de Tsimliansk.